# Зайцев, Сергей Григорьевич
Серге́й Григорьевич За́йцев (род. 17 ноября 1968, Брянск) — российский писатель-фантаст.

## Биография
Сергей Зайцев родился в 1968 году в г. Брянске. Окончил Фрунзенский политехнический техникум имени 60-летия СССР, после службы в армии (1988—1990) учился в Кыргызском техническом университете им. И. Раззакова, но вынужден был оставить учёбу (процесс постперестроечного распада образования, отток преподавателей и русскоязычного населения из страны) и переехать на постоянное место жительство в Волгоград — на родину по материнской линии.
Писать начал ещё до армии, первая книга «Паломничество к врагу» вышла в 2000 г.